# St Keyne and Trewidland
St Keyne and Trewidland är en civil parish i distriktet Cornwall i grevskapet Cornwall i England. Det inkluderar Horningtops, St Keyne och Trewidland.